# MTU-12
MTU-12 – radziecki czołg mostowy wykorzystujący podwozie czołgu T-54. 
Pojazd wyposażony był w pojedyncze przęsło o długości 12 m i nośności do 50 t. Zastąpiony przez czołg mostowy MTU-20.